# Jacques Rouché
Jacques Rouché (Lunel, 16 novembre 1862 – Parigi, 9 novembre 1957) è stato un direttore teatrale francese.
Studioso e direttore di teatro, nel 1910 pubblicò L'art théatral moderne, un compendio delle esperienze teatrali europee, e base teorica per un profondo rinnovamento nel campo dello spettacolo.
Ottenuta la direzione del Théatre des Arts, si apprestò a dare forma concreta alle sue concezioni; la sua lotta contro l'imperante mediocrità del popolare genere boulevardier poggiò, oltre che su di un repertorio vario e impegnativo, soprattutto su di una rivalutazione dell'elemento scenografico,  che divenne parte integrante ed essenziale dello spettacolo.
Chiamato a dirigere L'Opéra di Parigi il 25 novembre 1913 con un contratto settennale a partire dal 1º gennaio 1915, gli verrà chiesto, nel 1914, di posticipare la sua entrata in servizio a causa dello scoppio della Prima guerra mondiale. Ma si tratta di un fatto probabilmente legato a vicende amministrative, infatti Rouchè si occupa assiduamente delle sorti e della stagione del teatro fin dal suo insediamento nel 1914. Rouché, che già aveva realizzato ottimi spettacoli musicali, diede prova, per più di trenta anni, di un'abilità e di un'intelligenza straordinarie, tanto da essere considerato fra gli innovatori del teatro francese del suo tempo.